# Cupidopsis iobates
The Tailed Meadow Blue (Cupidopsis iobates) là một loài bướm ngày thuộc họ Bướm xanh. Nó được tìm thấy ở hầu hết Africa, phía nam of the Sahara.
Sải cánh dài 23–30 mm đối với con đực và 26–33 mm đối với con cái. Con trưởng thành bay từ tháng 9 đến tháng 4 và tháng 5 và sometimes in tháng 6 và tháng 7 in subtropical areas.
Ấu trùng ăn the hoa of low-growing grassland Fabaceae species, bao gồm Rhynchosia puberula.

## Phụ loài
- Cupidopsis iobates iobates (from Kenya và Uganda to the Cape, Angola, Zaire, Togo, Benin, Guinea, Madagascar)
- Cupidopsis iobates uranochroa Ungemach, 1932 (Ethiopia)
- Cupidopsis iobates mauritanica Riley, 1932 (Mauritania, Senegal)